# Karl Daurer
Karl Daurer (* 9. Februar 1902 in Tiefenbach, heute Crailsheim; † 16. September 1971 in Michelbach an der Lücke, heute Wallhausen) war ein deutscher Politiker der KPD.

## Leben und Beruf
Nach dem Besuch der Volksschule in Tiefenbach begann Daurer seine Lehre zum Schlosser in Crailsheim. Seinen erlernten Beruf übte er bei der Firma Dornier in Friedrichshafen aus. 1923 produzierte er dort illegal Handgranaten für die KPD. Für diese Tat wurde er vom Reichsgericht in Leipzig am 9. Oktober 1924 drei Jahren und sechs Monaten Haft wegen Vorbereitung zum Hochverrat verurteilt. Diese Haftstrafe wurde durch die Reichsamnestie vom 17. August 1925 um zwei Jahre verkürzt, sodass er am 4. März 1926 entlassen wurde.
Nach seiner Entlassung zog Daurer nach Kempten, wo er einige Abendkurse zur Weiterbildung im kaufmännischen Bereich sowie der Betriebsführung besuchte. Im Februar 1931 wurde Daurer arbeitslos. Kurz darauf übernahm er die Leitung des Arbeiter-Sport- und Kulturkartells, einem Arbeiterverein, der von Mitgliedern der SPD, der KPD und den Gewerkschaften gebildet wurde, zunächst in Kempten, danach im Unterbezirk Allgäu.
Aufgrund seiner politischen Aktivitäten für die KPD tauchte Daurer im März 1933 unter, um der Verhaftung durch die NS-Behörden zu entkommen. Dennoch geriet am 17. April 1933 in sogenannte „Schutzhaft“ und wurde in Kempten sowie im Gerichtsgefängnis Obergünzburg inhaftiert. Aus dieser Haft wurde er am 14. Oktober 1933 wieder entlassen, nur vier Tage später geriet er jedoch erneut in „Schutzhaft“, da ihm die Verbreitung der KPD-Zeitschrift Kempter Mosaik vorgeworfen wurde. Zunächst wurde er im Gefängnis in Kempten inhaftiert, ab dem 24. Oktober im KZ Dachau, aus dem er am 24. März 1934 entlassen wurde.
Im August 1934 kehrte Daurer nach Crailsheim zurück, um dort die Schlosserei seines Schwiegervaters zu übernehmen. Im Jahr darauf legte er die Meisterprüfung bei der Handwerkskammer Heilbronn ab. Im September 1939 wurde er zur Wehrmacht einberufen, jedoch sofort wieder entlassen. Die Entlassung erfolgte aufgrund einer Anforderung des Stadtbauamtes Crailsheim, für dieses war er nunmehr bei Luftschutzmaßnahmen tätig. Im Dezember 1941 erfolgte seine erneute Einberufung zur Wehrmacht, nunmehr bei einer Ersatzabteilung für Kraftfahrzeuge in Bamberg. Ab April 1943 wurde er bei der Firma Bosch in Crailsheim dienstverpflichtet.
1946 wurde Daurer zum Leiter des Arbeitsgerichts berufen, das zunächst seinen Sitz in Schwäbisch Hall, ab 1948 in Crailsheim hatte. Später ging es im Arbeitsgericht Heilbronn auf.

## Politik
Daurer trat während seiner Lehrzeit in die Gewerkschaft ein. Kurz darauf schloss er sich der KPD an. Kurz nach Ende des Zweiten Weltkriegs ernannte ihn die amerikanische Militärregierung zunächst zum stellvertretenden Bürgermeister von Crailsheim, später zum Landrat des Landkreises Crailsheim. Als solcher gehörte er auch der Vorläufigen Volksvertretung für Württemberg-Baden an. 1947 wurde er zum Stadtrat und Kreisverordneten gewählt. Daneben gehörte er dem Verwaltungsrat der Kreissparkasse Crailsheim an.